# Karl Jaenicke

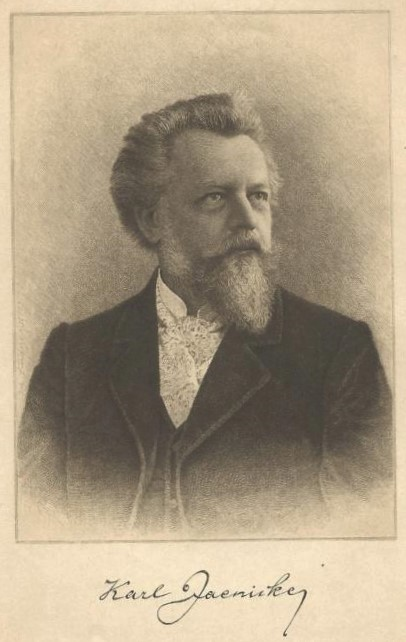
Karl Jaenicke (1903). Radierung von Johann Lindner

Karl Jaenicke (* 13. November 1849; † 11. Oktober 1903) war ein deutscher Jurist und Schriftsteller.

## Leben
Jaenicke studierte nach dem Schulbesuch Rechtswissenschaft und war später als Verwaltungsrechtler tätig, ehe er Zweiter Bürgermeister von Breslau war.
Daneben betätigte er sich als Schriftsteller und verfasste den Roman Justine Dankmar (1887). In Essays und Vorträgen befasste er sich mit Personen wie dem Dichter Carl Biberfeld (Gedichte aus dem Nachlaß, 1904) sowie dem Politiker und Schriftsteller Franz Ziegler (Der Volksmann Franz Ziegler. Vortrag gehalten im Breslauer Freisinnigen Volksverein „Franz Ziegler“ Glogau, 1895).
Karl Jaenicke war verheiratet mit Bettina (Betty) Jaenicke, geborene Asch. Er ist der Vater des Politikers und Diplomats Wolfgang Jaenicke und der Konzertsängerin Kaete Nick-Jaenicke sowie Großvater der Lyrikerin Dagmar Nick.